# Estatorreactor

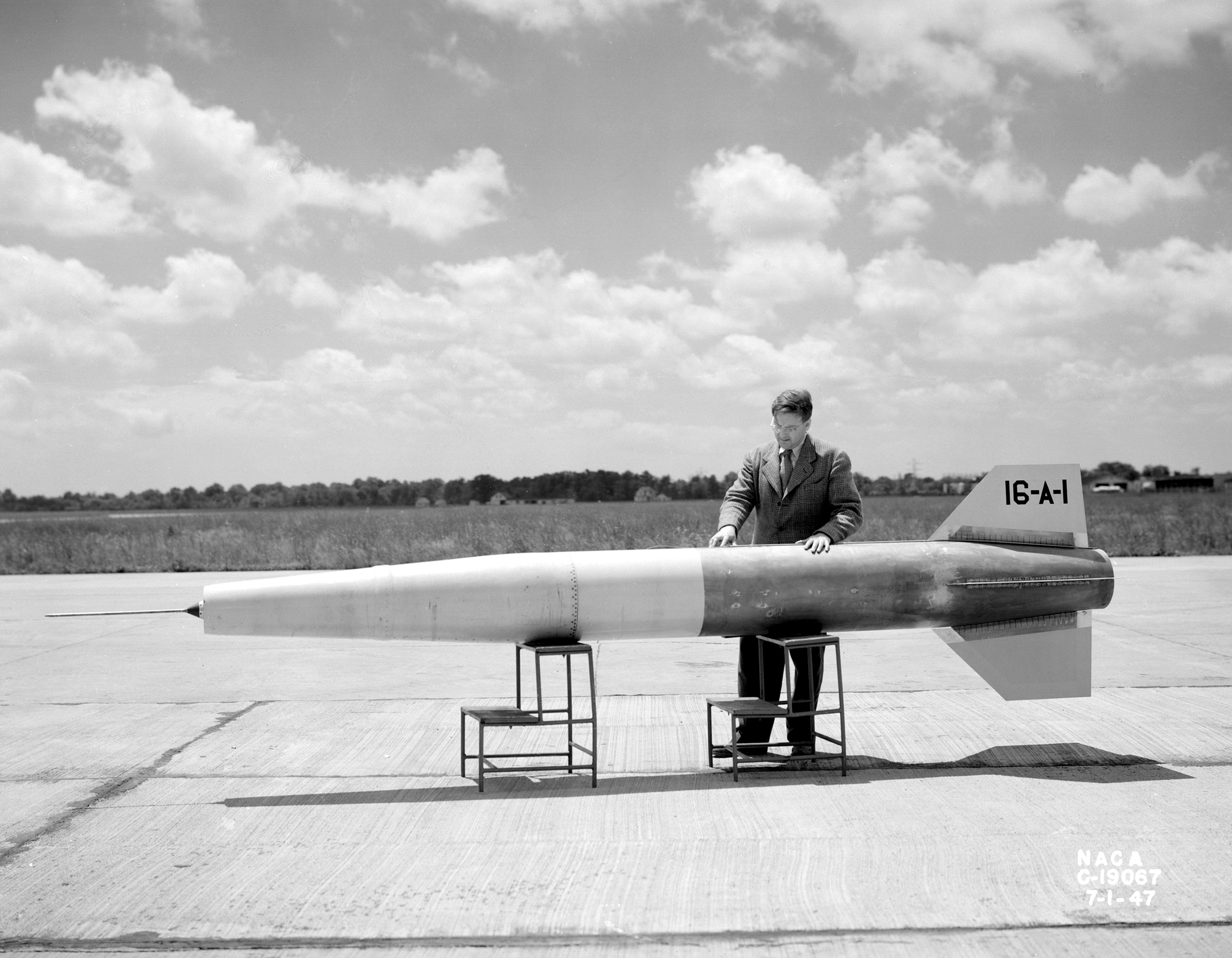
Un misil de la NASA con el concepto del estatorreactor (1947).

Un estatorreactor es un tipo de motor de reacción que carece de compresores y turbinas, pues la compresión se efectúa mediante la alta velocidad a la que ha de funcionar. El aire ya comprimido se somete a un proceso de combustión en la cámara de combustión y una expansión en la tobera de escape. El régimen de trabajo de este motor es continuo.
También conocido por su nombre inglés «ramjet», si el estatorreactor es de combustión subsónica, y «scramjet», si el estatorreactor es de combustión supersónica.

## Concepto
Tecnológicamente, el estatorreactor es el más sencillo de los motores de reacción, ya que no contiene ninguna pieza móvil, a excepción de la bomba de combustible. Este está abierto por ambos extremos y solo tiene toberas de combustible en la parte central. Los componentes principales de los estatorreactores desde la entrada hasta el escape son:
- El difusor de entrada (admisión).
- La cámara de combustión
- Tobera de escape

## Funcionamiento

Diagrama esquemático mostrando los elementos simples de un estatorreactor en operación.

En primer lugar, el aire se dirige hacia la entrada del reactor, que está en movimiento a gran velocidad, donde resulta parcialmente comprimido y aumenta su temperatura por el efecto de presión dinámica. Si la velocidad a la que entra el aire en el motor es lo bastante alta, esta compresión puede ser suficiente y el reactor podría funcionar sin compresor ni turbina. 
El siguiente paso es el de la combustión del aire, cuyo proceso se realiza en la cámara de combustión, donde hay una serie de inyectores que pulverizan el combustible de manera continua. Cuando el combustible y el aire se mezclan en la cámara de combustión una serie de bujías encienden la mezcla y comienza la combustión, alcanzándose altas temperaturas (unos 700 °C), por lo que es necesario aislar la cámara de combustión con un recubrimiento cerámico especial. 
Finalmente, los gases resultantes de la combustión salen a gran velocidad por la tobera de escape, la cual tiene forma convergente-divergente, con flujo subsónico de los gases en el tramo convergente (número de Mach menor a 1), flujo sónico en la garganta (número de Mach igual a 1) y flujo supersónico al expandirse en la zona divergente (número de Mach >1).

## Régimen de funcionamiento
Los estatorreactores pueden funcionar a partir de velocidades de unos 300 km/h. Por lo tanto la principal aplicación del estatorreactor es la de propulsión adicional, después de haber adquirido la velocidad que necesita para su funcionamiento.
Un estatorreactor debe tener una sección de difusión de entrada con la forma apropiada para que el aire entre a baja velocidad y alta presión en la sección de combustión. Esto se consigue creando ondas de choque oblicuas en el difusor de entrada de aire (por ejemplo, con una sección cónica como en la figura). Su tobera de escape también debe tener la forma adecuada. Como el funcionamiento del estatorreactor depende de la velocidad del aire al entrar en él, un vehículo propulsado por este sistema debe ser acelerado primero por otros medios hasta alcanzar una velocidad suficientemente elevada, si no simplemente quemaría combustible y saldría el fuego por los dos lados. Para evitar esto se podrían añadir válvulas a la admisión, pero entonces estaríamos construyendo un Pulsorreactor.